# Micrasterias radiosa
Micrasterias radiosa là một loài Song tinh tảo trong họ Desmidiaceae, thuộc chi Micrasterias.